# Construção ciclópica

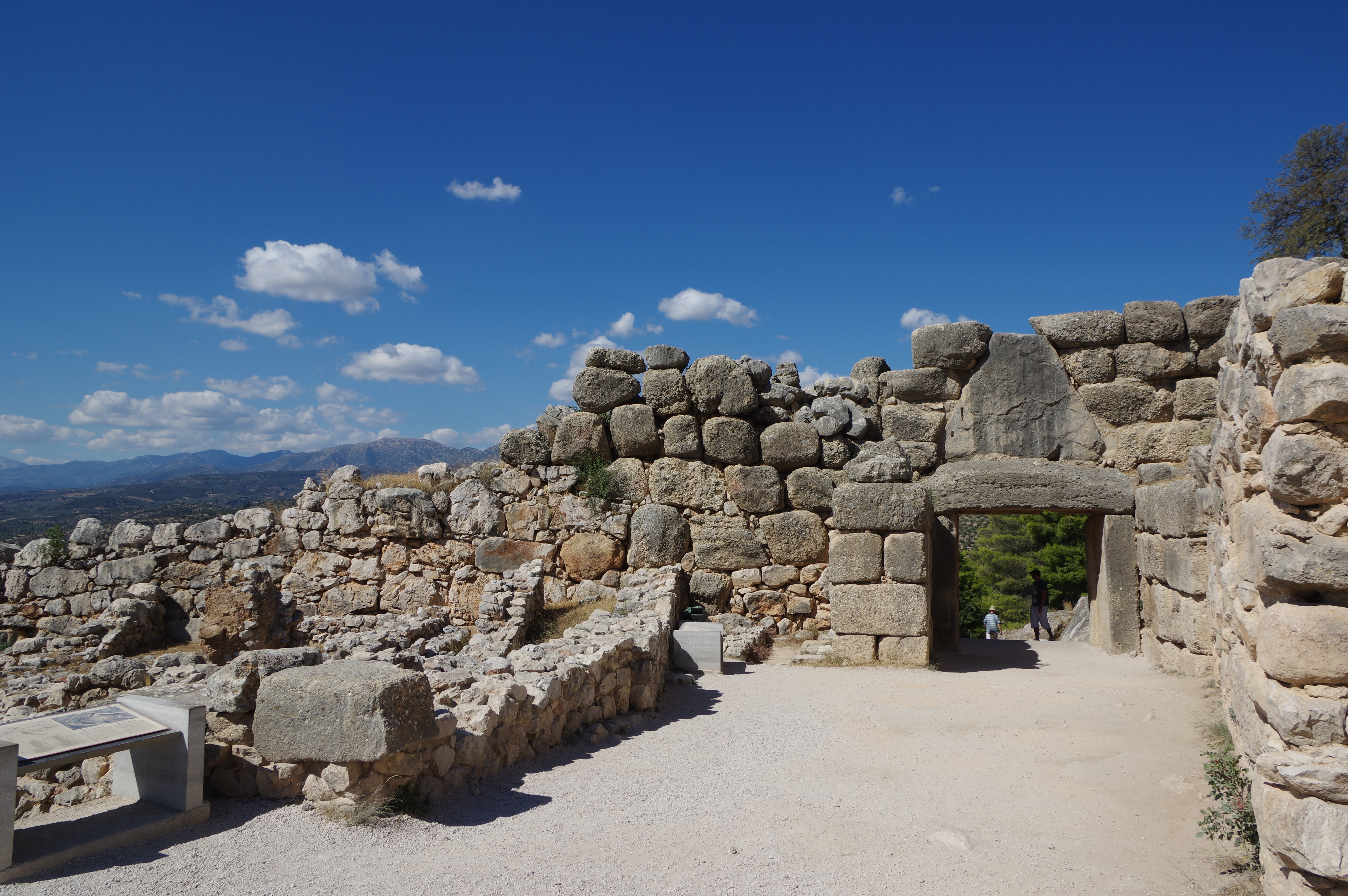
Alvenaria ciclópica, parte de trás do Portão do Leão, Micenas, Grécia

Construção ciclópica, ou apenas ciclópico ou ciclópeo, é um tipo de cantaria encontrado na arquitetura micênica, construída com blocos maciços de calcário, aproximadamente encaixados com folga mínima entre pedras adjacentes e com argamassa de argila ou sem uso de argamassa. As pedras normalmente parecem não trabalhadas, mas algumas podem ter sido trabalhadas grosseiramente com um martelo e as lacunas entre as pedras preenchidas com pedaços menores de calcário.
Os exemplos mais famosos de alvenaria ciclópica são encontrados nas paredes de Micenas e Tirinto, e o estilo é característico das fortificações micênicas. Estilos semelhantes de cantaria são encontrados em outras culturas e o termo passou a ser usado para descrever cantaria típica desse tipo, como as antigas muralhas da cidade de Rajgir.
O termo vem da crença dos gregos clássicos de que apenas os míticos ciclopes tinham força para mover as enormes pedras que compunham as muralhas de Micenas e Tirinto. A História Natural de Plínio relata a tradição atribuída a Aristóteles, de que os Ciclopes foram os inventores das torres de alvenaria, dando origem à designação de “Ciclópico”.

## Denominação
O termo deriva do grego kyklopikós (de Ciclope) e porque se atribuía aos pelágios as antigas construções gregas de Micenas e Tirinto, embora possam ter origem oriental ou, como no caso das construções ibéricas, também os fenícios.

## Definições atuais
As paredes são geralmente fundadas em fundamentos extremamente rasos esculpidos na rocha. "Ciclópico", o termo normalmente aplicado ao estilo de alvenaria característico dos sistemas de fortificação micênicos, descreve paredes construídas com enormes pedras calcárias não trabalhadas que são aproximadamente encaixadas. Entre esses pedregulhos, pedaços menores de calcário preenchem os interstícios. As faces externas das grandes rochas podem ser grosseiramente revestidas a martelo, mas as próprias rochas nunca são blocos cortados com cuidado. Pedregulhos muito grandes são típicos das paredes micênicas em Micenas, Tirinto, Argos, Krisa (na Fócida) e a Acrópole de Atenas. Pedregulhos um pouco menores ocorrem nas paredes de Midea, enquanto grandes lajes de calcário são características das paredes em Gla. A alvenaria de pedra cortada é usada apenas dentro e ao redor dos portões, conglomerado em Micenas e Tirinto e talvez conglomerado e calcário em Argos.

## Exemplos de ciclópeos
A este gênero de construção pertencem os seguintes monumentos:
- Muralhas ciclópeas - verdadeiros muros defensivos de antigas cidades, como são os restos das primitivas muralhas de Tarragona, Ibrós (Jaén), Numância e Santa María de Huerta (Sória).
- Castros da Galiza e citanias na Estremadura e Portugal, ou ruínas de antigos povos em recintos fortificados com fossos e parapeitos de perímetro mais ou menos circular em montículos que nem sempre datam de épocas pré-históricas.
- Talaiots das Baleares, edifícios em pedra em formato cônico incompleto, quase maciços, com alguma rampa rudimentar no exterior e com uma pequena câmara interior a que se acessa por uma pequena entrada e um estreito corredor.
- Navetas, ou naviformes de Minorca, construções de estrutura similar aos talaiots, mas com uma câmara interna mais ampla e aparência externa de uma embarcação (nave) invertida - de onde advém impropriamente o nome, uma vez que possuem formato mais semelhante ao de uma ferradura.
- Nuragos da Sardenha, edifícios dessa ilha, parecidos com o talaiots baleares, embora de formato mais cônico e por vezes semielipsoidal.
- Tumbas de cúpula (de falsa abóboda cupuliforme), câmaras sepulcrais formadas por séries de pedras horizontais e em círculo, salientes umas sobre as outras até constituir uma espécie de cúpula algo cônica, soterradas e precedidas de uma galeria coberta, como a famosa de Micenas, conhecida por Tesouro de Atreus. A este último tipo correspondem poucos monumentos da Andaluzia, Estremadura (Espanha) e Portugal, como as tumbas de Los Millares (Almeria) e com mais propriedade ainda a necrópole de Carmona (Sevilha), o dólmen da Granja de Toniñuelo em Jerez de los Caballeros (Badajoz), etc. Neles se distingue a falsa cúpula montada sobre construções megalíticas, unindo-se a um mesmo tempo ambos os sistemas de edificação primitivas.

Na América do Norte a civilização extinta Anasazi ou antigos índios pueblos em suas casas construídas em penhascos, usava a arquitetura ciclópea, nos atuais territórios dos estados norte-americanos do Colorado, Novo México, Arizona e outros.
No antigo Peru se encontram abundantes restos de construções ciclópicas, como as muralhas de Cuzco e os monumentos funerários turriformes ora quadradas, ora redondas ou ligeiramente cônicas, chamados chulpas. Destes e outros sepulcros em formato de dólmens se conservam um bom número nas imediações do Lago Titicaca.